# Église Saint-Beauzire de Trizac
L'église Saint-Beauzire est une église catholique située à Trizac, dans le département français du Cantal en région Auvergne-Rhône-Alpes. La paroisse de Trizac est une des paroisses primitives de l'Auvergne, sa création remonte à l'époque mérovingienne (Ve – VIIIe siècle). Elle fait partie, depuis le 16 septembre 2012, de la nouvelle paroisse Saint-Luc du Nord-Cantal qui regroupe 21 anciennes paroisses.
D'après un polyptyque recensant les biens en Haute-Auvergne de l'abbaye Saint-Pierre-le-Vif de Sens auquel appartenait le monastère de Mauriac, Trizac avait, au début du IXe Siècle, trois églises dédiées respectivement à Notre-Dame, Saint-Jean-Baptiste et Saint-Beauzire. Actuellement subsiste une seule église dédiée à N-D de l'Assomption, mais placée sous le vocable de St Beauzire. Trois retables de 1742 dédiés à la Vierge, à St Jean-Baptiste et à St Beauzire rappellent les trois anciennes églises.
Au XIVe siècle, suivant un pouillé (registre des biens et des bénéfices ecclésiastiques) de l'abbaye de La Chaise Dieu fondée en 1043 par Robert de Turlande, l'église de Trizac était un prieuré, déjà sous le vocable de St Beauzire, annexe du prieuré de Vignonnet dépendant de cette abbaye. Le curé de Trizac était jusqu'à la Révolution à la nomination du prieuré de Vignonnet.
La commune de Trizac, comme la plupart des communes rurales du Cantal, a vu, depuis la fin du XIXe siècle, fondre sa population : de 1 963 habitants en 1891 sa population est passée à 1 514 habitants en 1946, 1 216 en 1954, 530 en 2016 et à moins de 500 aujourd'hui,,,.

## Historique
L'église, de style roman, date de la fin du XIe siècle-début du XIIe, elle a été remaniée au XIIIe siècle (voûte du transept, grand porche) et plusieurs opérations ont modifié au cours du temps son aspect extérieur et son environnement : 
- 1854 : transfert du cimetière attenant à l'église à la sortie du bourg à son emplacement actuel  route de Mauriac
- 1865 : agrandissement des deux chapelles existantes et construction de deux nouvelles chapelles attenantes, construction de la sacristie contiguë à l'abside et reconstruction du clocher au-dessus du grand porche
- 1903 - 1904 : remplacement de la toiture en lauze de la nef et du transept par une toiture en ardoise avec charpente, d'où un décrochement avec les toitures demeurées en lauze des chapelles latérales
- 1956 : suppression du clocheton en fer forgé élevé au-dessus du transept en 1903 pour disposer d'une cloche pour sonner les messes en semaine et le catéchisme, suppression de la remise du corbillard adossée à l'église
- 1980 : remplacement de la grande croix en bois en mauvais état située près de la petite porte d'entrée de l'église par une croix en pierre de Volvic. La partie supérieure représentant le Bon Pasteur provient de la tombe des abbés Hugues Dumas (né en 1834 à Saignes Monteil, commune de Trizac) et Guillaume Chadefaux, curé de Trizac de 1828 à 1868
- 1991 : réfection de la toiture du clocher et restauration du grand escalier semi-circulaire, composé de 17 marches, et du perron du grand porche
- 1998 : transfert, après modernisation, de l'horloge installée en 1925-1926 dans la baie sud du clocher à l'emplacement qui lui était destiné au-dessus du grand porche ; réfection des toitures des chapelles latérales et des abat-sons du clocher
- 2001 : réfection de la toiture de la sacristie
- 2004 : réalisation de sondages archéologiques à l'emplacement de l'ancien cimetière qui ont mis en évidence les restes de 10 inhumations dont 6 attribuables à la période médiévale
- 2014 : éclairage extérieur de l'église et de la fontaine de la place
- 2019 : éclairage du clocher

L'édifice est classé au titre des monuments historiques en 1969.

## Architecture

### Extérieur de l'église
À l'extérieur de l'église, on aperçoit :
- le grand porche, surmonté d'un clocher rectangulaire doté d'une horloge et percé de trois baies, ouvert par un arc brisé reposant à chaque extrémité sur une tête humaine. Au fond se trouve un portail composé d'une  archivolte reposant sur deux visages et des voussures  qui reposent sur des chapiteaux décorés alternativement de boules et de têtes ;
- la porte en chêne, très ancienne, classée Monument Historique ; à sa gauche, la porte aujourd'hui murée donnait accès à la tour d'angle (démolie en 1865) qui abritait l'escalier permettant d'accéder de l'extérieur au clocher ; les pierres ont probablement été utilisées pour la construction des chapelles latérales la même année[7] ;
- les modillons sur le côté sud de la nef sont des modillons modernes en pierre de Volvic (visages humains et têtes d'animaux), ceux du chevet sont tous identiques (modillons à copeaux), ceux du transept, au-delà de la sacristie, sont des modillons sculptés dont l'un représente un chat tenant dans sa gueule une tête humaine ;
- le cadran canonial semi-circulaire à quatre secteurs gravé sur le mur sud du transept (à droite du vitrail et au niveau de sa base). Ce cadran canonial dont manque le style (tige perpendiculaire au mur) indiquait, par l'ombre portée, les heures des cinq prières du lever du soleil jusqu'à la fin de l'après-midi[8].

Sur la place de la Mairie transformée entièrement en 2010 par la construction de murets, la pose de dalles et l'aménagement d'un espace vert à la place de l'ancien cimetière, la fontaine en pierre de Volvic, au thème des quatre saisons, construite en 1873, mérite aussi l'attention.

### Intérieur de l'église
L'église est particulièrement intéressante par sa nef centrale en tuf de Broc (Menet) de couleur marron fauve composée de quatre travées voutées en berceau brisé, aux piliers à colonnes engagées précédant le transept et par ses chapiteaux, retables, vitraux et le trésor.

#### Chapiteaux
L'église Saint-Beauzire est ornée de chapiteaux dont la blancheur tranche sur les maçonneries et colonne en pierre brune. Les chapiteaux romans de la nef à décor de feuilles, de têtes, ou à forme géométrique sont d'une grande simplicité. Ceux du transept, en trachyte de Menet, sont plus ouvragés et valorisent cet espace : 
- chapiteau historié avec deux personnages agenouillés symétriquement de part et d'autre d'une colonne avec la     main divine bénissant cette scène évoquant une donation ou la fondation de l'église ;
- chapiteaux à décor à larges feuilles d'eau ;
- chapiteau à décor d'animaux : griffons (animal fabuleux à corps de lion, à  tête et ailes d'aigle) buvant dans un calice ;
- chapiteau à palmettes : « d'étroites palmes s'épanouissent comme des gerbes de blé encadrées de palmettes qui s'inscrivent dans les courbes et dont les tiges s'entrecroisent et se nouent à travers des boucles carrées » ;
- les petits chapiteaux à tête humaine sur lesquels reposent les arêtes de la voûte du transept attirent aussi l'attention de même que dans le chœur, à gauche du retable, un chapiteau décoré d'un visage de femme et un autre de sirènes pourvues d'une double queue[10].

Un de ces chapiteaux représente « un couple de donateurs qui, sous la main de Dieu, offrent une église symbolisée ici par la colonne » : c'est une « œuvre très auvergnate, qui a des cousines en Basse-Auvergne (Volvic, Bulhon) ».
Un autre chapiteau représente deux griffons buvant dans un calice, tandis que d'autres sont ornés de feuilles d'eau ou de feuilles d'acanthe.

Chapiteaux
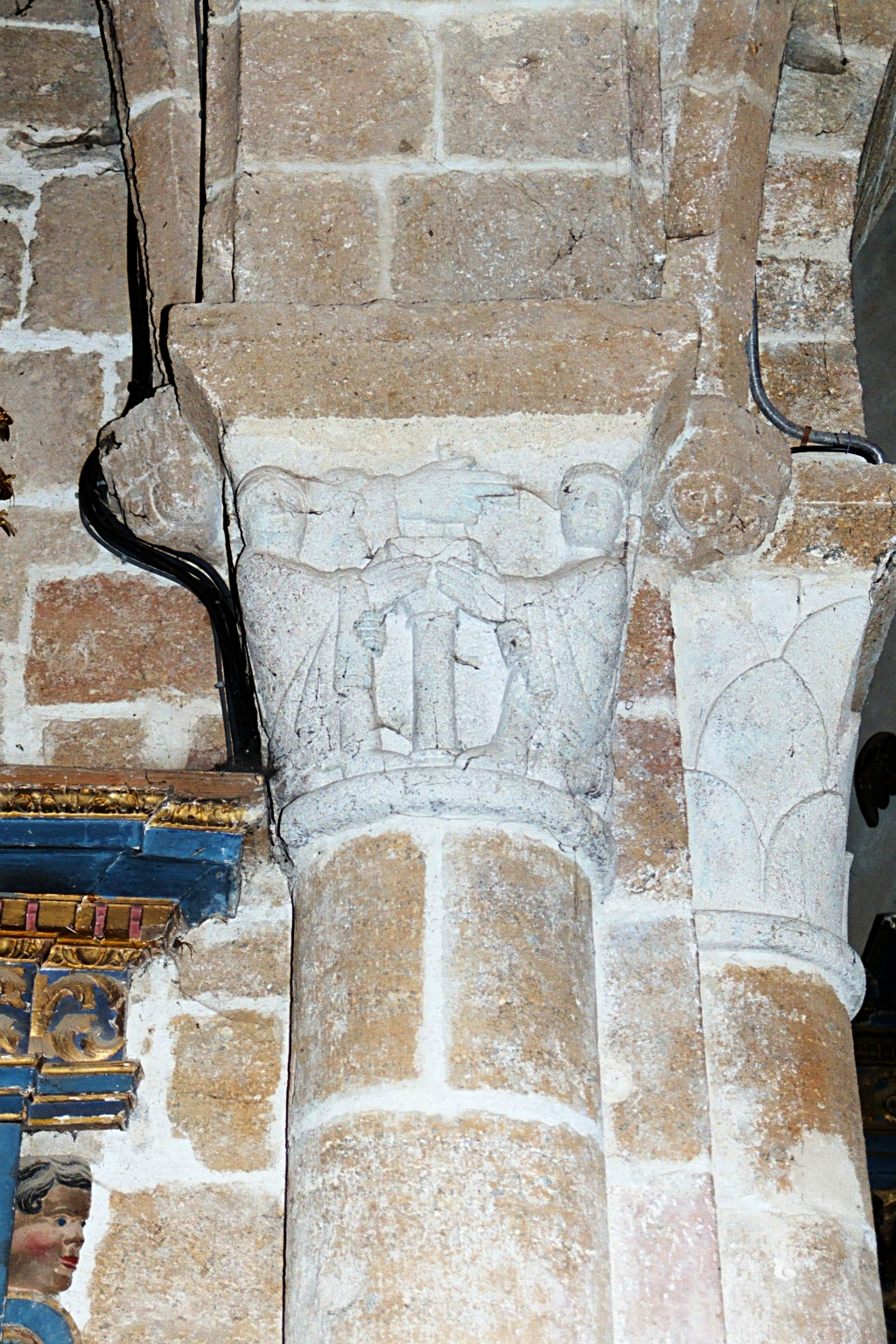
Couple de donateurs.
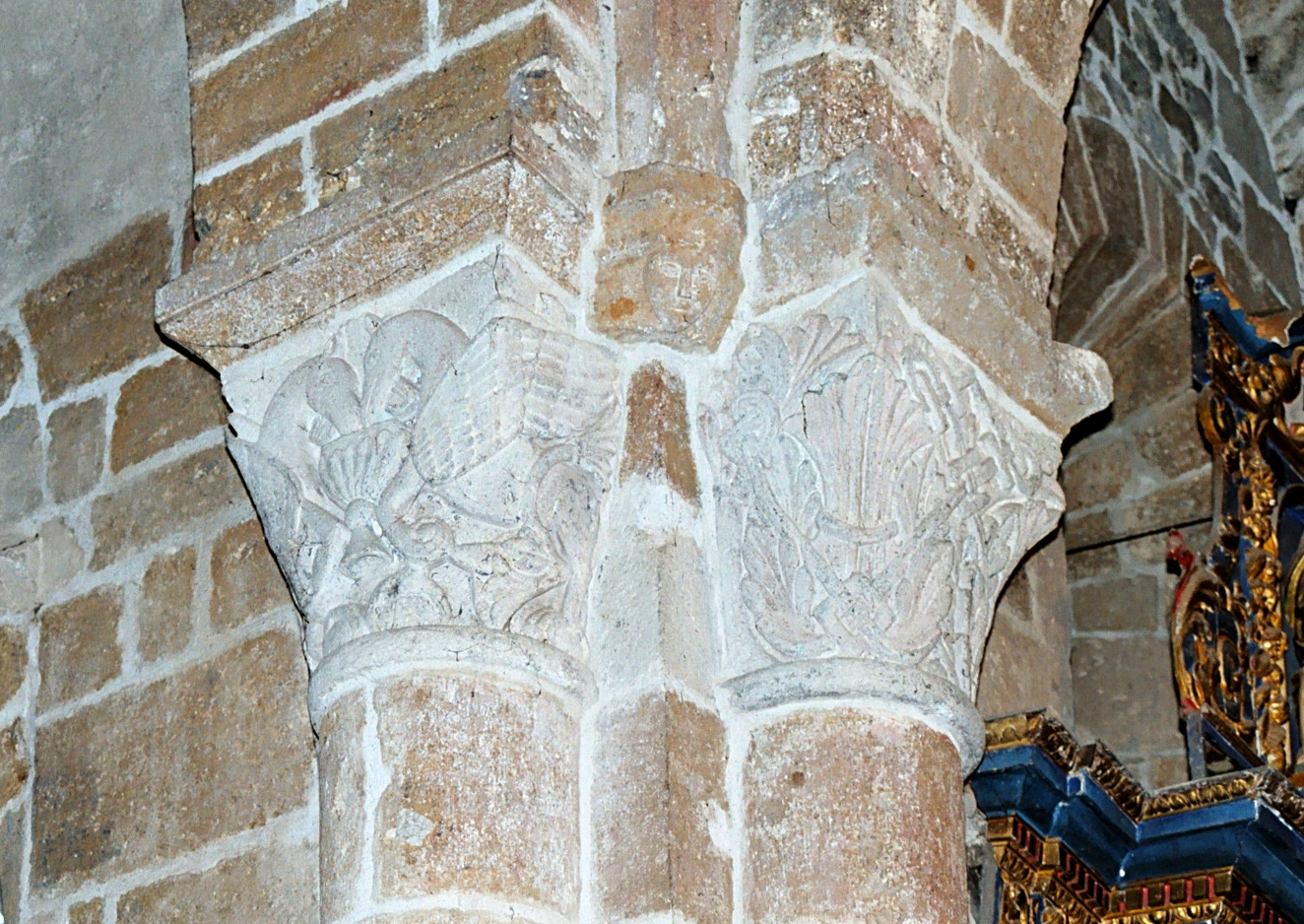
Griffons buvant dans un calice ; feuilles d'acanthe.

#### Retables
Les retables de style baroque (1742) du maître-autel et des autels du transept sont classés Monuments Historiques. Nombreux en Haute-Auvergne, « les retables venaient à leur manière compléter l'enseignement du catéchisme et des sermons en représentant en images, sous une forme résumée  et plus évocatrice, car moins abstraite, les vérités révélées et la Tradition dont la valeur avait été reconnue par le Concile de Trente (1545-1563). »
Ces retables, aux couleurs prédominantes bleu et or, agrémentés de fleurs rouge rubis se caractérisent comme suit :
- maître-autel : retable à colonnes cannelées, à chapiteaux « selon l'ordre de Corynthe » ornés à la base de pampres et de raisins, symbole de l'Eucharistie, avec au centre une toile représentant saint Beauzire, le visage élevé vers le ciel où volettent au-dessus deux angelots dont l'un tient une couronne et l'autre la palme du martyr. De chaque côté les statues de N-D de  l'Assomption et de saint Beauzire en diacre. Au-dessus, le Père Eternel à la barbe abondante bénit de la main droite et tient dans la main gauche un globe terrestre. L'agneau pascal, sur le livre de l'Apocalypse marqué des sept sceaux orne le devant de l'autel.
- transept droit : retable à colonnes torses ornées de ramages de vignes avec au centre la statue de St Jean-Baptiste et, au-dessus, une Pietà et mention de la date de 1742 (restauration réalisée en 2006).
- transept gauche : retable à colonnes cannelées ornées à la base de têtes d'anges réunies par de larges guirlandes de fleurs avec au centre une Vierge à l'Enfant en bois du XVIIIe siècle avec une polychromie du XIXe siècle ; sur la corniche, deux paniers de fleurs encadrent la statuette d'un saint personnage (restauration réalisée en 2007).

Ces retables ont failli être enlevés au milieu du XIXe siècle, à la suite des instructions de Mgr de Marguery, évêque de Saint-Flour (1837-1851) qui voulait voir les églises du Cantal retrouver la pureté du style roman; mais, dans certaines paroisses comme Trizac, par « attachement, indifférence ou manque d'argent » ses instructions ne furent pas suivies.
Le Nouvel autel mis en place en 1973 pour répondre à la prescription du Concile Vatican II (1962-1973) de célébrer les offices face aux fidèles est en bronze avec un dessus en marbre. Ses lignes rappellent celles de l'ancien autel du chœur. Il a pour motif décoratif un triangle entouré de rayons symbolisant la Trinité. De cet autel on remarque, en regardant la nef, que certains piliers sont légèrement obliques, sans que l'on en connaisse la raison.

#### Vitraux
Les vitraux du transept et du chœur sont composés de panneaux et fragments de la fin du XVe- début du XVIe disposés par le maître verrier Alain Makaraviez, assisté d'Edwige Walmé, sur « un fond clair de vitrerie » dans des encadrements adaptés de sa fabrication.
Ces panneaux et fragments ont été retrouvés en 1978 au dépôt des Monuments Historiques de Champs sur Marne (Seine et Marne) lors de l'inventaire dressé par le maître verrier Jean-Jacques Gruber. Sur la foi de la lecture erronée d'une étiquette (Trizac au lieu de Priziac, commune du Morbihan) ils ont été attribués à l'église de Trizac.
Classés Monuments Historiques en 1984, ces panneaux et fragments frappent par la fraîcheur des couleurs, la finesse du trait, l'expression des visages et l'originalité des thèmes traités : deux légendes de saint Nicolas.

Le vitrail du bras droit du transept posé en 1991 se rapporte à la légende de la cane de Montfort-sur-Meu autrefois Montfort-la-Cane, petite ville à 25 km de Rennes, que François-René de Chateaubriand résume comme suit dans les Mémoires d'outre-tombe : 

« Certain seigneur avait renfermé une jeune fille d’une grande beauté dans le château de Montfort, à dessein de lui ravir l’honneur. À travers une lucarne, elle apercevait l’église de Saint-Nicolas ; elle pria le saint avec des yeux pleins de larmes, et elle fut miraculeusement transportée hors du château ; mais elle tomba entre les mains des serviteurs du félon, qui voulurent en user avec elle comme ils supposaient qu’en avait fait leur maître. La pauvre fille éperdue, regardant de tous côtés pour chercher quelque secours, n’aperçut que des canes sauvages sur l’étang du château. Renouvelant sa prière à saint Nicolas, elle le supplia de permettre à ces animaux d’être témoins de son innocence, afin que si elle devait perdre la vie, et qu’elle ne pût accomplir les vœux qu’elle avait faits à saint Nicolas, les oiseaux les remplissent eux-mêmes à leur façon, en son nom et pour sa personne.
La fille mourut dans l’année : voici qu’à la translation des os de saint Nicolas, le 9 mai, une cane sauvage, accompagnée de ses petits canetons, vint à l’église de Saint-Nicolas. Elle y entra et voltigea devant l’image du bienheureux libérateur, pour lui applaudir par le battement de ses ailes ; après quoi, elle retourna à l’étang, ayant laissé un de ses petits en offrande. Quelque temps après, le caneton s’en retourna sans qu’on s’en aperçût. Pendant deux cents ans et plus, la cane, toujours la même cane, est revenue, à jour fixe, avec sa couvée, dans l’église du grand saint Nicolas, à Montfort »

— François-René de Chateaubriand, Mémoires d'outre-tombe.
La scène du vitrail correspond bien à la légende : en présence de fidèles, une cane vole devant l'autel dédié à saint Nicolas représenté en évêque et y dépose en offrande un caneton, sous le regard de trois autres canetons figurés au bas du panneau.
L'inscription placée sous la scène : COMA(N)T UNG CANA(RD)SOUVAIGE ON SE PETIS/VIENT FAIRE HOM(M)A(GE )A LA CHAPELLE S(AINT)NICHO(LAS).
Le vitrail du bras gauche du transept posé aussi en 1991 se rapporte à une autre légende de Saint Nicolas relatée dans La Légende dorée de Jacques de Voragine, connue sous le nom de la Charité de saint Nicolas.
Sur le vitrail sont représentés le père et ses trois filles, le maître verrier a fait figurer sur la bordure droite du vitrail la date  « 10-2-91 » qui marque la finition des vitraux du transept.
L'inscription dans la partie supérieure sur un phylactère : CAMA(N)T UNG GENTIL HOME AVOIT TROIS/FILLES ET NAVOIT PAS DU BIEN POUR LES MARIER/ET LEUR FIT ALLER CHERCHER LEUR AVANTURE.
Le vitrail du chœur posé en 1993 se compose de trois parties :
- la partie supérieure poursuit le récit de la légende de saint Nicolas comme le mentionne l'inscription au bas de la scène : COMA(N)TS GETE PLEI(NE) UNG BORSE/DOR QUA(N)TIL  POUR MARIER LES TROIS FILLE(S) ;
- la bourse d'or de couleur rouge est bien visible au pied du lit des jeunes filles ;
- la partie médiane correspond au fragment d'une scène de l'Adoration des mages avec deux bergers en spectateurs ;
- la partie inférieure représente l'agneau pascal reposant sur l'Evangile entouré de plusieurs anges.

Les vitraux des chapelles et des bas-côtés, offerts par différentes familles, sont de 1926 et l'œuvre du clermontois.
À l'arrière-plan de chaque vitrail figure un paysage (ou une scène) qui évoque la vie du personnage représenté, la partie supérieure est ornée d'un décor floral, la partie inférieure, où figurent aussi des fleurs, porte le nom de la famille donatrice. Les vitraux du transept et du chœur déplacés en 1991 et 1993, aujourd'hui conservés à la mairie de Trizac, sont du même atelier et de la même année.

#### Le Trésor de l'église
La Pietà du XVIe siècle en bois polychrome, aujourd'hui restaurée, qui se trouvait autrefois dans la niche au-dessus du portail du grand porche est maintenant placée dans la vitrine qui présente le trésor de l'église dans la chapelle sainte Jeanne d'Arc. Cette vitrine, bénie le 15 août 2010, par l'abbé Joly, curé de la paroisse, renferme en outre des calices, ciboires, ostensoires… ainsi qu'une Vierge à l'Enfant de la fin du XIVe siècle provenant d'Île-de-France, classée Monument Historique. La plupart de ces objets sont des dons des anciens curés ou de prêtres originaires de Trizac.
Situé au fond de l'église le bas-relief en bois de l'Annonciation du XVIIe siècle, classé Monument Historique et restauré en 1994, complète le Trésor – à remarquer la carnation foncée de la Vierge et de l'ange.

#### Le clocher de l'église
Inaccessible au public, le clocher abrite trois cloches. La plus ancienne date de 1773 et a pour parrain Jean Baptiste de Chabannes, premier baron d'Auvergne, marquis de Chabannes, d'Apchon et de La Palice, comte de Pionsat, baron du Vaulmier, seigneur de Trizac et pour marraine son épouse dame Bernard, marquise  de Chabannes petite-fille de Samuel Bernard, le « banquier des rois. » Les deux autres cloches sont de 1880 et ont pour parrains et marraines des notables de la paroisse.